# Лима, Лео
Леонарду Мендес Лима да Силва (порт.-браз. Leonardo Mendes Lima da Silva ; 14 января 1982, Рио-де-Жанейро) или Лео Лима — бразильский футболист, полузащитник.

## Карьера
Воспитанник клуба «Васко да Гама». Поиграл за многие ведущие бразильские команды. В Европе хавбек выступал за «Порту». В 2003 году перешел в софийский ЦСКА, однако болгары не смогли полностью расплатиться с «Васко де Гамой» за футболиста. В итоге Лима был вынужден покинуть клуб. Несколько лет провел на Ближнем Востоке.

## Сборная
В 1999 году Лео Лима в составе юношеской сборной Бразилии стал Чемпионом мира среди юниоров в Новой Зеландии. Через два года полузащитник принимал участие в Чемпионом мира среди молодёжных команд в Аргентине. Сыграл несколько матчей за главную национальную команду страны.

## Достижения

### Национальные
- Чемпион штата Рио-де-Жанейро (2): 2003, 2007
- Чемпион штата Сан-Паулу (2): 2006, 2008

### Международные
- Чемпион мира среди юниоров: 1999
- Чемпион Южной Америки среди юниоров: 1999
- Чемпион Южной Америки среди молодёжных команд: 2001